# La Rasa (Olius)
La Rasa és un torrent afluent per l'esquerra del Riu Negre, al Solsonès. Els seus 650 m. inicials els fa seguint la direcció predominant cap a les 10 del rellotge per, a continuació, agafar la direcció predominant cap a les 8. Neix a tocar del costat nord de la Torre de Sant Just, a 712 msnm i desguassa al Riu Negre a 614 msnm i a uns 450 m. aigües avall de l'aiguabarreig del Riu Negre amb el Torrent d'Aigüesvives després d'un recorregut de 1.776 m. fets íntegrament pel terme municipal d'Olius. La totalitat del seu curs i xarxa transcorre pel terme municipal d'Olius.

## Perfil del seu curs
| Recorregut (en m.) | Altitud (en m.) | Pendent |
| ------------------ | --------------- | ------- |
| 0                  | 704             | -       |
| 500                | 675             | 5,8%    |
| 1.000              | 655             | 4,0%    |
| 1.776              | 614             | 5,3%    |

## Xarxa hidrogràfica
La xarxa hidrogràfica de la Rasa està integrada per un total de 5 cursos fluvials dels quals 4 són subsidiaris de 1r nivell. La totalitat de la xarxa suma una longitud de 3.756 m.
| Codi del corrent fluvial | Coordenades del seu origen                                    | longitud (en metres) |
| ------------------------ | ------------------------------------------------------------- | -------------------- |
| la Rasa                  | 41° 58′ 36.76″ N, 1° 33′ 3.804″ E / 41.9768778°N,1.55105667°E | 1.776                |
| D1                       | 41° 58′ 47.59″ N, 1° 33′ 1.625″ E / 41.9798861°N,1.55045139°E | 310                  |
| E1                       | 41° 58′ 23.96″ N, 1° 32′ 50.09″ E / 41.9733222°N,1.5472472°E  | 652                  |
| E2                       | 41° 58′ 22.95″ N, 1° 32′ 38.71″ E / 41.9730417°N,1.5440861°E  | 188                  |
| E3                       | 41° 58′ 13.03″ N, 1° 32′ 39.43″ E / 41.9702861°N,1.5442861°E  | 830                  |

### Vessants
|                  | nombre de subsidiaris | Longitud total (en m.) |
| ---------------- | --------------------- | ---------------------- |
| Vessant dret     | 1                     | 3.941                  |
| Vessant esquerre | 3                     | 1.670                  |